# Манько, Вадим Александрович
Вади́м Алекса́ндрович Манько́ (укр. Вадим Олександрович Манько, позывной — Омут; 4 сентября 1995, Харьков — 13 августа 2022, Сосновка) — украинский военнослужащий, капитан, участник российско-украинской войны. Герой Украины (6 октября 2022, посмертно).

## Биография
В 2017 году окончил Национальную академию Национальной гвардии Украины по военной специальности — офицер по работе с личным составом, референт-переводчик.
Проходил службу в отдельном отряде специального назначения восточного территориального управления Национальной гвардии Украины.
13 августа 2022 года, вблизи села Сосновка на севере Харьковщины российские войска совершили дистанционный управляемый подрыв украинской бронированной машины. Старшим группы был капитан Вадим Манько. Он приказал раненым сослуживцам эвакуироваться, а сам, несмотря на многочисленные ранения туловища и ног, прикрывал их уход огнём из пулемёта на башне боевой машины. Враг расстрелял автомобиль из ручных гранатомётов.

## Награды
- Звание «Герой Украины» с удостоением ордена «Золотая Звезда» (6 октября 2022, посмертно) — за личное мужество и героизм, проявленные в защите государственного суверенитета и территориальной целостности Украины, верность военной присяге[1].
- Медаль «За военную службу Украине» (17 апреля 2022) — за личное мужество и отвагу, проявленные в защите государственных интересов, укрепление обороноспособности и безопасности Украины[2].
- Медаль «Защитнику Отчизны» (16 августа 2022, посмертно) — за личное мужество и самоотверженность, проявленные в защите государственного суверенитета и территориальной целостности Украины, верность военной присяге, добросовестное и безупречное исполнение служебного долга[3].
- Знак отличия Президента Украины «За участие в Антитеррористической операции».

## Память
- Решением внеочередной сессии Харьковского городского совета, которая состоялась 22 ноября 2023 года, в городе переименовали 26 улиц, названия которых были связаны с Россией и её союзниками. Бывшая ул. Чкалова в Киевском районе г. Харькова стала носить имя Вадима Манька[4].
- В преддверии второй годовщины полномасштабной войны в Харьковском лицее № 54, в котором учился Вадим, открыли мемориальную доску.